# Grandvaux (Saône-et-Loire)
Grandvaux ist eine französische Gemeinde mit 86 Einwohnern (Stand: 1. Januar 2022) im Département Saône-et-Loire in der Region Bourgogne-Franche-Comté (vor 2016 Bourgogne). Sie gehört zum Arrondissement Charolles und zum Kanton Charolles (bis 2015 Palinges). 

## Geographie
Grandvaux liegt etwa 53 Kilometer südöstlich von Chalon-sur-Saône.
Nachbargemeinden von Grandvaux sind Saint-Bonnet-de-Vieille-Vigne im Norden und Nordwesten, Baron im Süden und Osten sowie Saint-Aubin-en-Charollais im Westen und Südwesten.

## Bevölkerungsentwicklung
| Jahr                      | 1962 | 1968 | 1975 | 1982 | 1990 | 1999 | 2006 | 2013 |
| Einwohner                 | 139  | 151  | 94   | 87   | 79   | 68   | 83   | 78   |
| Quelle: Cassini und INSEE |      |      |      |      |      |      |      |      |

## Sehenswürdigkeiten

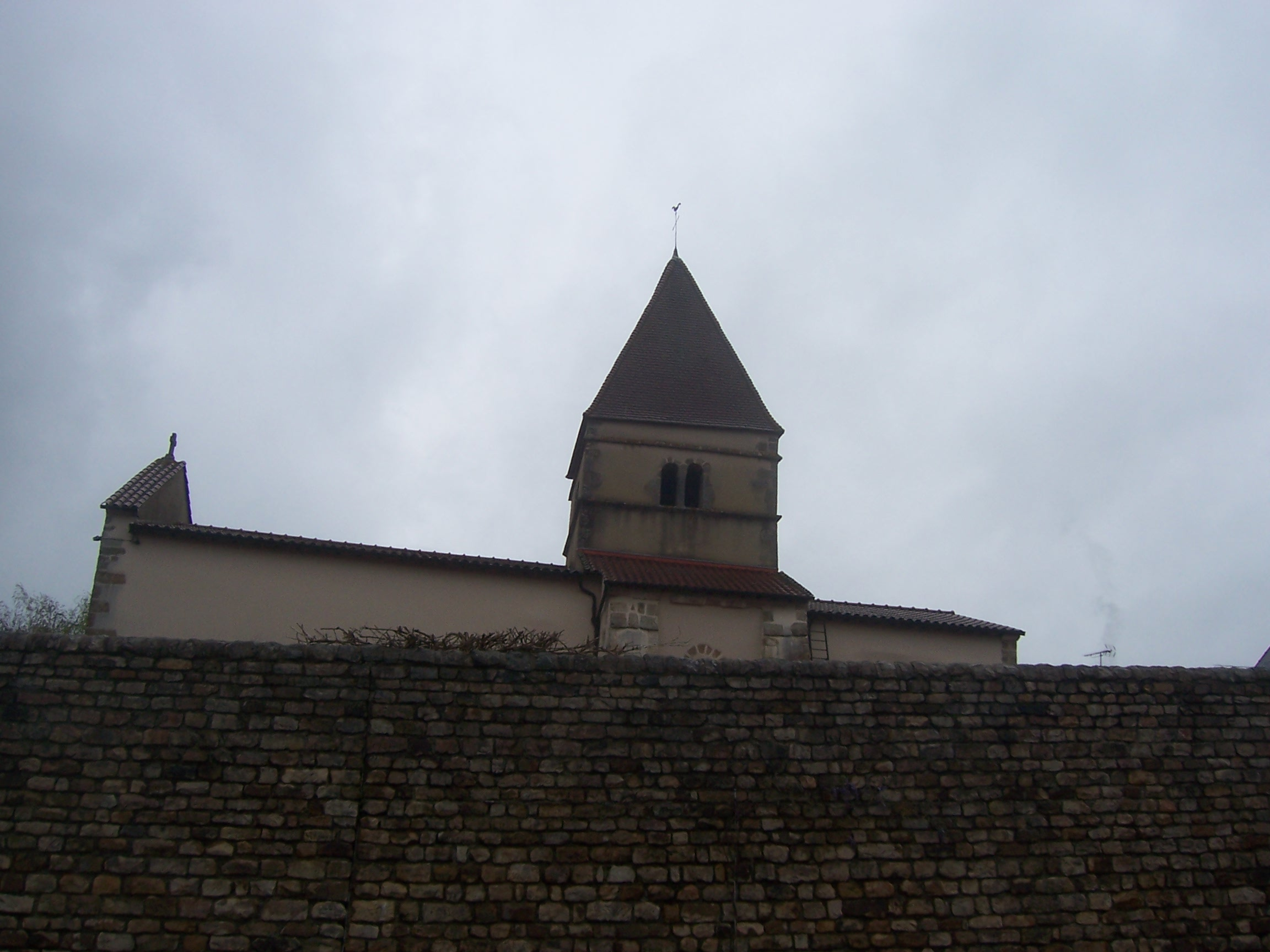
Kirche Saint-Antoine

- Kirche Saint-Antoine